# Claude King
Pour les articles homonymes, voir King.
Ne pas confondre avec le chanteur américain de musique country Claude King (en) (1923-2013).
Claude (Ewart) King est un acteur anglais, né le 15 janvier 1875 à Northampton (Angleterre), mort le 18 septembre 1941 à Los Angeles (Californie).

## Biographie
Vers 1900, Claude King entame sa carrière d'acteur au théâtre, dans son pays natal (entre autres à Londres), avant de la poursuivre aux États-Unis, où il s'installe définitivement en 1919. Ainsi, on le retrouve à Broadway (où il avait déjà joué en 1906) dans dix pièces représentées de 1919 à 1925. Mentionnons Declassee de Zoe Akins (1919-1920, avec Ethel Barrymore) et The Fall of Eve de John Emerson et Anita Loos (1925, avec Ruth Gordon et Cora Witherspoon).
Au cinéma, excepté un court métrage britannique sorti en 1912, il contribue à cent-trente-quatre films américains, dont une vingtaine muets, le premier sorti en 1920. Citons Londres après minuit de Tod Browning (1927, avec Lon Chaney et Marceline Day) et La Belle aux cheveux roux de Clarence G. Badger (1928, avec Clara Bow et Lane Chandler).
Parmi ses nombreux films parlants (comme second rôle de caractère ou dans des petits rôles non crédités), évoquons Arrowsmith (1931, avec Ronald Colman et Helen Hayes) et Quatre Hommes et une prière (1938, avec Loretta Young et Richard Greene) de John Ford, Masques de cire de Michael Curtiz (1933, avec Lionel Atwill et Fay Wray), ou encore L'Île des amours de Robert Z. Leonard (1940, avec Jeanette MacDonald et Nelson Eddy).
Son dernier film est Docteur Jekyll et M. Hyde de Victor Fleming (avec Spencer Tracy et Ingrid Bergman), sorti  l'année de sa mort, en 1941.
Claude King est l'un des membres fondateurs, en 1933, de la Screen Actors Guild.

## Théâtre (sélection)

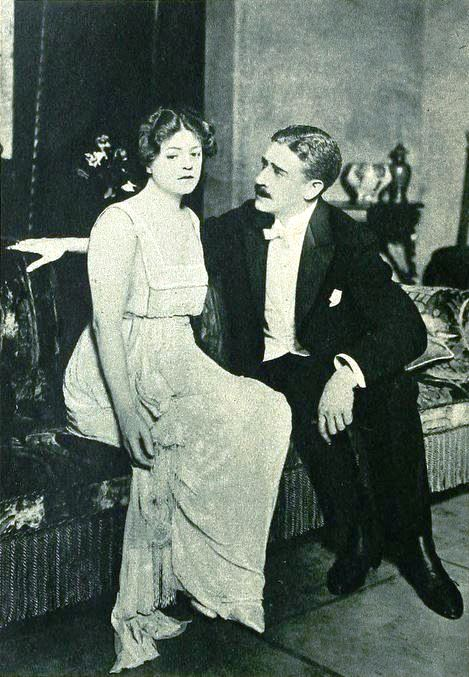
Avec Ethel Barrymore, en 1920 à Broadway, dans Declassee

### En Angleterre
(à Londres, sauf mention contraire)
- 1903-1904 : Old Heidelberg de Rudolf Bleichmann (à Southampton)
- 1908-1909 : Deirdre de William Butler Yeats
- 1910-1911 : Business de John Goldie
- 1911 : Fanny's First Play de George Bernard Shaw
- 1918-1919 : Judith d'Arnold Bennett

### À Broadway
- 1906 : The Fascinating Mr. Vandervelt d'Alfred Sutro : rôle non spécifié
- 1919-1920 : Declassee de Zoe Akins : Rudolph Solomon
- 1921 : The Fair Circassian de Gladys Unger : Son excellence le prince Mirza Fatoullah Khlan
- 1922 : En remontant à Mathusalem (Back to Methuselah) de George Bernard Shaw : Lubin / Confucius / Le secrétaire en chef / Zozim / Martellus
- 1922 : What the Public Wants d'Arnold Bennett : Francis Worgan
- 1923 : The Crooked Square de Samuel Shipman et Alfred C. Kennedy : Thomas Harvey
- 1923-1924 : In the Next Room d'Eleanor Robson et Harriet Ford : Felix Armand
- 1924 : The Far Cry d'Arthur Richman : Julian Marsh
- 1924 : Paolo and Francesca de Stephen Phillips : Giovanni
- 1925 : Trelawny of the « Wells » d'Arthur Wing Pinero : M. Tom Wrench
- 1925 : The Fall of Eve (en) de John Emerson et Anita Loos : Herbert Craig

## Filmographie partielle

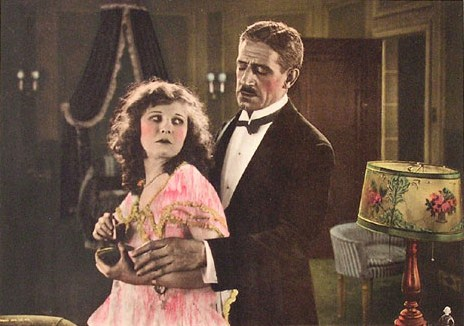
Avec Maurine Powers, dans Why Girls Leave Home (1921, image promotionnelle)

- 1920 : Idole d'argile (en) (Idols of Clay) de George Fitzmaurice : Dr Herbert
- 1921 : Why Girls Leave Home de William Nigh : M. Wallace
- 1923 : Bella Donna de George Fitzmaurice : Dr Meyer Isaacson
- 1923 : Six Days de Charles Brabin : Lord Charles Chetwyn
- 1925 : The Making of O'Malley de Lambert Hillyer : Le capitaine Collins
- 1925 : The Knockout de Lambert Hillyer : J. Van Dyke Parker
- 1925 : Irish Luck (en) de Victor Heerman : Un solliciteur
- 1926 : The Silent Lover de George Archainbaud : Contarini
- 1926 : Paradise d'Irvin Willat : Pollock
- 1927 : Monsieur Wu (Mr. Wu) de William Nigh : M. Muir
- 1927 : Londres après minuit (London After Midnight) de Tod Browning : Roger Balfour
- 1927 : Singed de John Griffith Wray : Ben Grimes
- 1927 : La Vendeuse des galeries (Becky) de John P. McCarthy : Boris Abelard
- 1928 : Condamnez-moi (Love and Learn) de Frank Tuttle : Robert Blair
- 1928 : Pan dans le mille (Warming Up) de Fred C. Newmeyer : Mr. Post
- 1928 : A Night of Mystery de Lothar Mendes : Le marquis de Boismartel
- 1928 : Sporting Goods de Malcolm St. Clair : Timothy Stanfield
- 1928 : La Belle aux cheveux roux (Red Hair) de Clarence G. Badger : Thomas L. Burke
- 1928 : Outcast de William A. Seiter : Moreland
- 1928 : Oh, Kay ! de Mervyn LeRoy : Le comte de Rutfield
- 1929 : La Garde noire (The Black Watch) de John Ford : Le général en Inde
- 1929 : Amour de gosses (Blue Skies) d'Alfred L. Werker : Richard Danforth
- 1929 : Behind That Curtain d'Irving Cummings : Sir George Mannering
- 1929 : The Mysterious Dr. Fu Manchu de Rowland V. Lee : Sir John Petrie
- 1929 : Les Nuits du désert (Desert Nights) de William Nigh : Le véritable Lord Stonehill
- 1929 : Madame X de Lionel Barrymore : Valmorin
- 1930 : Son of the Gods (en) de Frank Lloyd : Bathurst
- 1930 : In Gay Madrid de Robert Z. Leonard : Le marquis de Castelar
- 1930 : Love Among the Millionaires de Frank Tuttle
- 1930 : The Second Floor Mystery de Roy Del Ruth : Enright
- 1930 : Présentez armes (Leathernecking) d'Edward F. Cline (non crédité)
- 1931 : Doctors' Wives de Frank Borzage : Un employé de l'hôpital
- 1931 : Heartbreak d'Alfred L. Werker : Le comte Walden
- 1931 : Rango d'Ernest B. Schoedsack : Le père
- 1931 : The Reckless Hour de John Francis Dillon : Howard Crane
- 1931 : Bad Girl de Frank Borzage : Dr Burgess
- 1931 : Arrowsmith de John Ford : Dr Tubbs
- 1931 : Working Girls de Dorothy Arzner : M. Adams
- 1931 : The Phantom of Paris de John S. Robertson : l'avocat
- 1932 : Sherlock Holmes de William K. Howard : Sir Albert Hastings
- 1932 : Amour défendu (Forbidden) de Frank Capra : M. Jones
- 1932 : Le Visage masqué (Behind the Mask) de John Francis Dillon : Arnold
- 1932 : Shanghaï Express (Shanghai Express) de Josef von Sternberg : M. Albright
- 1932 : Chagrin d'amour (Smilin' Through) de Sidney Franklin : Richard Clare
- 1933 : Cavalcade de Frank Lloyd : Le narrateur
- 1933 : Le Fou des îles (White Woman) de Stuart Walker : C. M. Chisholm
- 1933 : Deux Femmes (Pilgrimage) de John Ford : Le capitaine du bateau
- 1933 : Moi et le Baron (Meet the Baron) de Walter Lang
- 1933 : The Masquerader de Richard Wallace : Lakely
- 1933 : Charlie Chan's Greatest Case d'Hamilton MacFadden : Le capitaine Arthur Cope
- 1933 : He Learned About Women de Lloyd Corrigan : Drake
- 1933 : Masques de cire (Mystery of the Wax Museum) de Michael Curtiz : M. Galatalin

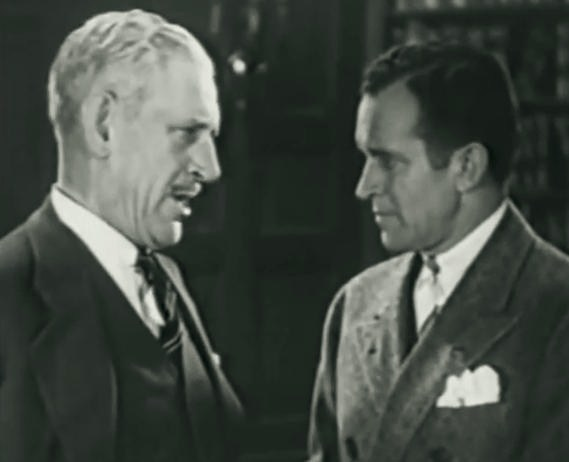
Avec Charles Irwin (à d.), dans The Moonstone (1934)

- 1934 : Long Lost Father d'Ernest B. Schoedsack : L'inspecteur
- 1934 : Murder in Trinidad de Louis King
- 1934 : Le Monde en marche (The World Moves On) de John Ford : Le colonel Braithwaite
- 1934 : Stolen Sweets de Richard Thorpe : Henry Belmont
- 1934 : La Soirée de Miss Stanhope (Coming Out Party) de John G. Blystone : rôle non crédité
- 1934 : Born to Be Bad de Lowell Sherman : Un invité de la fête admirant Letty
- 1934 : Charlie Chan in London d'Eugene Forde : Le commandant de l'aérodrome de la RAF
- 1934 : The Moonstone de Reginald Barker : Sir Basil Wynard
- 1934 : City Park de Richard Thorpe
- 1935 : Bons pour le service (Bonnie Scotland) de James W. Horne : Le général Fletcher
- 1935 : The Great Impersonation d'Alan Crosland : Sir Gerald Hume
- 1935 : Les Trois Lanciers du Bengale (The Lives of a Bengal Lancer) de Henry Hathaway : Le fonctionnaire expérimenté
- 1935 : It's in the Air de Charles Reisner
- 1935 : The Perfect Gentleman de Tim Whelan
- 1935 : L'Ange des ténèbres (The Dark Angel) de Sidney Franklin : Sir Mordaunt
- 1935 : The Right to Live de William Keighley : M. Pride
- 1935 : Aller et Retour (The Gilded Lily) de Wesley Ruggles : Le capitaine du bateau
- 1936 : Sagamore le Mohican (The Last of the Mohicans) de George B. Seitz : Le duc de Marlborough
- 1936 : Le Cavalier mystère (Three on the Trail) de Howard Bretherton : J. P. Ridley
- 1936 : L'Ennemie bien-aimée (Beloved Enemy) de H. C. Potter : Le colonel Loder
- 1937 : Une étoile est née (A Star Is Born) de William A. Wellman : M. John, un invité de la fête
- 1937 : Amour d'espionne (Lancer Spy) de Gregory Ratoff : Le capitaine
- 1937 : Aventure en Espagne (Love Under Fire) de George Marshall : Cunningham
- 1938 : Quatre Hommes et une prière (Four Men and a Prayer) de John Ford : Le général Bryce
- 1938 : Marie-Antoinette (Marie Antoinette) de W. S. Van Dyke : Le duc de Choiseul
- 1938 : Le Roi des gueux (If I Were King) de Frank Lloyd : Un courtisan
- 1939 : Emporte mon cœur (Broadway Serenade) de Robert Z. Leonard : M. Gato
- 1940 : Suzanne et ses idées (Susan and God) de George Cukor : L. F.
- 1940 : L'Île des amours (New Moon) de Robert Z. Leonard : M. Dubois
- 1940 : Howard le révolté (The Howards of Virginia) de Frank Lloyd : Le gouverneur de la Virginie
- 1940 : Indiscrétions (The Philadelphia Story) de George Cukor : Le majordome d'oncle Willie
- 1940 : The Ghost Comes Home de Wilhelm Thiele
- 1941 : Docteur Jekyll et M. Hyde (Dr. Jekyll and Mr. Hyde) de Victor Fleming : Oncle Geoffrey